# Jimmy Kolb
Jimmy Kolb (nacido en Bozeman, Montana; 1991) es un potencista estadounidense, conocido por sus levantamientos en press de banca. Es la persona que más peso levanto en ese ejercicio con remera a nivel mundial.

## Vida
Es oriundo de Bozeman, Montana, aunque residió la mayor parte de su vida en el noreste de Ohio. Hizo deportes toda su vida. A los 14 años, empezó a entrenar con pesas, al principio para culturismo y eventualmente para levantamiento de pesas. A los 18 años levantó 600 lb (272 kg) en press de banca, vio que tenía potencial para obtener grandes logros.

## Carrera
Su debut en competencias de levantamiento de pesas fue en 2009 en High School Nationals, compitió en la categoría de 220 lb (99,7 kg). Tenía 18 años y pudo hacer sentadilla con 562.1 lb (254,9 kg), un press de banca con 407.8 lb (184,9 kg) y un peso muerto con 600.7 lb (272,4 kg) para un total de 1570,8 lb (712,5 kg). Kolb fue parte de más de 40 competiciones de levantamiento de pesas y logro más de 30 triunfos.
El 26 de febrero de 2022, en el Campeonato Estatal IPA 2022 en York, obtuvo la marca de 598,7 kg.
El 4 de febrero de 2023, con 32 años y un peso de 147,8 kilogramos (326 lb) compitió en el encuentro Hillbilly Havoc de la Asociación Internacional de Powerlifting, en la categoría “ilimitada”, se llevó a cabo en Hurricane. Hizo press de banca con 612,5 kilogramos (1350 lb) con una remera de press de banca, esta ayuda al deportista a subir la barra, consiguiendo así sobrepasar su récord mundial del año pasado.

## Entrenamiento
Los lunes hace prehabilitación de press de banca, realiza mucho trabajo con poco peso y muchas repeticiones para el pecho y los hombros. Los martes entrena la espalda, ejecuta de 5 a 7 movimientos distintos, mayormente variaciones pesadas de remo y encogimientos de hombros. Los miércoles realiza press de banca sin remera, y además hace un movimiento rotacional de esfuerzo máximo con gran peso en tríceps. Los jueves de nuevo la espalda de igual forma que el martes. Descansa los viernes. Los sábados press de banca por arriba del 100 por ciento con la ayuda de la remera, también hace tríceps con mucho peso. Los domingos descansa nuevamente.

## Récords personales
Press de banca: 659 kg (1453 lb) - con remera, récord mundial.